# Xã McCulley, Quận Boyd, Nebraska
Xã McCulley (tiếng Anh: McCulley Township) là một xã thuộc quận Boyd, tiểu bang Nebraska, Hoa Kỳ. Năm 2010, dân số của xã này là 97 người.